# Jean-Blaise Evéquoz
 (septembre 2021).
Jean-Blaise Evéquoz, né le 27 novembre 1953 à Sion, est un escrimeur et peintre suisse. 

## Biographie
Jean-Blaise Evéquoz est le frère des escrimeurs Guy Evéquoz et Grégoire Evéquoz et le fils de l'escrimeur Michel Evéquoz, fondateur de la société d'escrime de Sion.

### Palmarès
- Jeux olympiques
  -  Médaille de bronze par équipes aux Jeux olympiques d'été de 1976 à Montréal

- Championnats suisses
  - 1974 : 1er par équipes épée
  - 1974 : 1er par équipes fleuret
  - 1975 : 1er par équipes fleuret
  - 1976 : 1er par équipes épée
  - 1976 : 1er individuel  épée
  - 1977 : 1er par équipes fleuret
  - 1977 : 1er par équipes épée
  - 1978 : 1er par équipes épée
  - 1979 : 1er par équipes épée
  - 1980 : 1er par équipes épée
  - 1982 : 1er par équipes épée
  - 1983 : 1er par équipes épée

- Championnats du monde
  -  Médaille d'argent par équipes aux championnats du monde 1977 à Buenos Aires

- Coupes du monde
  - 1978 : Grand prix de Berne : premier individuel épée
  - 1981 : Paris : 1er individuel épée
  - 1981 : Londres : 2e individuel épée.

### Carrière artistique
Jean-Blaise Evéquoz entreprend en premier lieu des études de droit, qu'il quitte six mois avant la fin, bien qu'il eût réussi tous ses examens. Il se détermine alors à devenir peintre et obtient une licence aux Beaux Arts à Florence. Il est avec l'athlète Bob Beamon l'un des initiateurs du mouvement artistique Art of the olympians, qui regroupe d'anciens athlètes olympiques reconvertis dans l'art.[réf. nécessaire]

### Style
Selon Antonio Godoli, directeur du musée d'Orsanmichele et responsable du département d'architecture du Musée des Offices de Florence : « Comment ne pas retrouver dans son expression la valeur des aplats de Carra, les vibrations de la lumière méditerranéenne des corps nus de Colacicchi, les puissantes silhouettes du presque toscan Marino et les rêveries racontées par le trait de Maccari. »[réf. nécessaire]